# ねじれ判決
ねじれ判決（ねじれはんけつ）は、特に当事者が違憲判断を求めた訴訟において、結論である主文と合憲・違憲の判断が実質的に食い違う結果となった判決をいう通称。
日本では憲法に適合するかどうかを直接審理する特別裁判所がないため、具体的事件の解決において憲法判断をすることになるが、憲法適用はその最後の手段であり、憲法判断をしなくても訴訟物についての判断をすることができる場合もある。このような場合に、裁判所が判決理由のうち傍論として憲法判断に触れることがある。傍論では違憲の判断をしながら結論は原告敗訴の場合や、傍論で合憲判断をしながら別の理由で原告勝訴となる場合に、ねじれ判決となる。